# Lutherkirche (Zwickau)

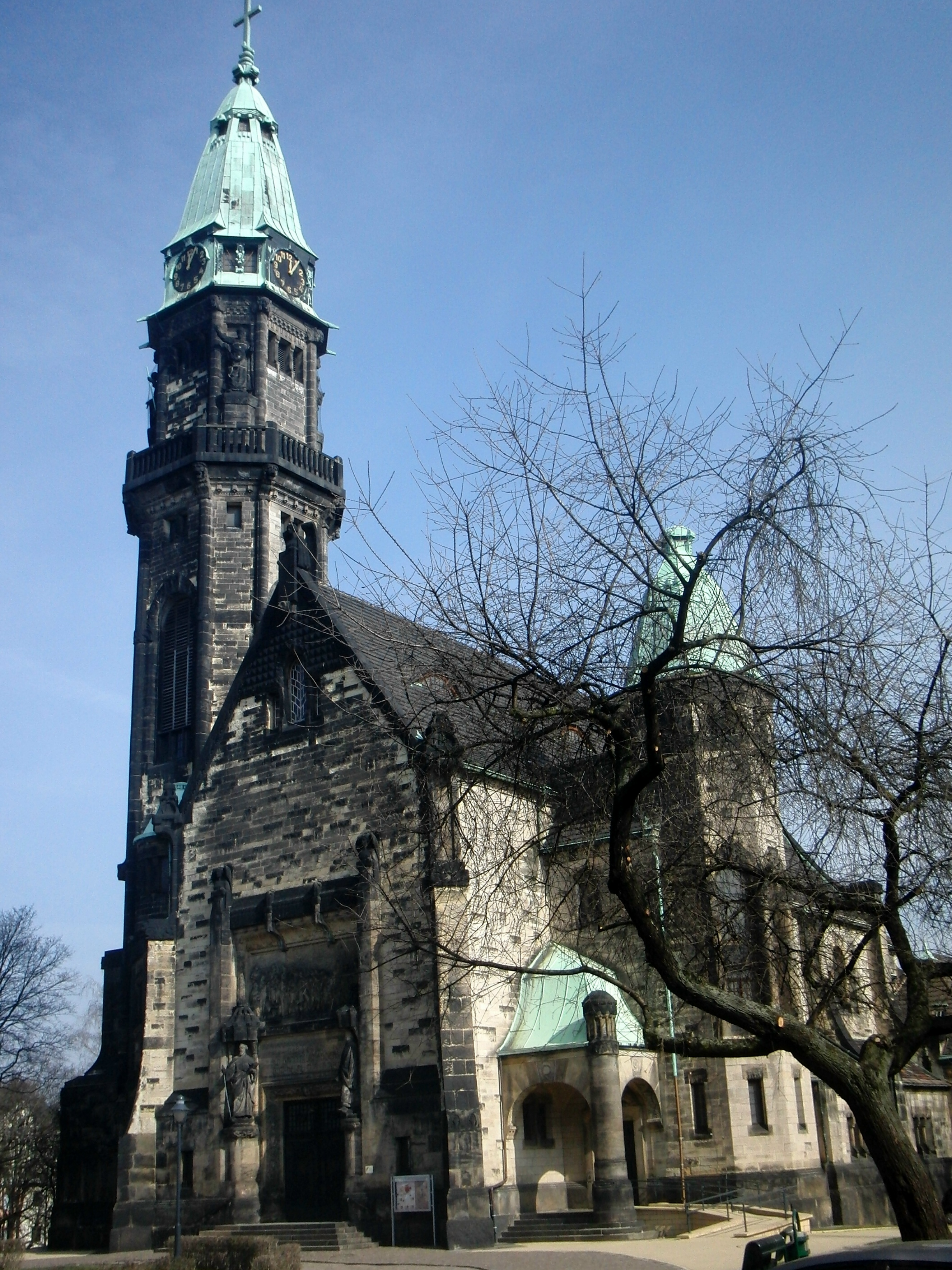
Lutherkirche Zwickau

Die Lutherkirche ist ein evangelisch-lutherischer Sakralbau in der westsächsischen Stadt Zwickau. Sie wurde 1902–1906 nach einem Entwurf der Dresdner Architekten Schilling & Graebner in der Bahnhofsvorstadt, an der Kreuzung Brunnenstraße / Spiegelstraße errichtet. Da in der Nähe das 9. Infanterie-Regiment Nr. 133 stationiert war, diente sie der Wohnbevölkerung und als Garnisonkirche.

## Vorgeschichte
Im 19. Jahrhundert führte der Steinkohlenbergbau in Zwickau zu einem starken Bevölkerungswachstum. Dadurch entstanden neue Wohnviertel in Zwickau und den Nachbarorten. 1893 beschlossen die Kirchgemeinden der Marienkirche und der Katharinenkirche, aufgrund des starken Bevölkerungszuwachses eine dritte Kirchgemeinde zu bilden. Der neue Kirchenrat beschloss einen Kirchenneubau. Das Bauland wurde in der Bahnhofsvorstadt zwischen Brunnenstraße und Lutherstraße erworben. Den Entwurf lieferte das Dresdner Architektenbüro von Rudolf Schilling und Julius Graebner. Mit der Bauausführung wurde der Zwickauer Baumeister Franz Wolf beauftragt. Am 20. August 1902 erfolgte die feierliche Grundsteinlegung. Durch zügigen Baufortschritt konnte bereits am 7. November 1903 das Richtfest gefeiert werden. Die Kirchenweihe fand am 29. Januar 1906 statt. Die Gesamtbaukosten betrugen 600.000 Mark und wurden durch Spenden und Gelder der Kirchgemeinde finanziert.

## Der Kirchenbau
Die Lutherkirche ist ein aus Ziegelmauerwerk mit beidseitiger Sandsteinverblendung errichtetes Bauwerk. Der Baukörper hat einen asymmetrischen Grundriss, an der nordöstlichen Seite einen mächtigen oktogonalen Glockenturm mit einer Gesamthöhe von 65 Metern und einem Turmumgang auf 35 Meter Höhe. Die Turmhaube ist mit Kupferblech verkleidet. Der Treppenturm auf der Südseite ist bedeutend niedriger. Das Kirchenschiff zwischen beiden Türmen hat einen dreiseitigen Chorabschluss. Das mächtige Dach ruht auf einer Stahlträgerkonstruktion und ist mit Biberschwanzziegeln gedeckt. Das Bauwerk ist 30 Meter breit und 44 Meter lang.
Der im Jugendstil errichtete Bau mit betonten Naturformen ist in seiner Gesamtform künstlerisch und architektonisch ein bedeutender Kirchenbau dieser Architekturrichtung in Sachsen.

## Die Fassadenelemente

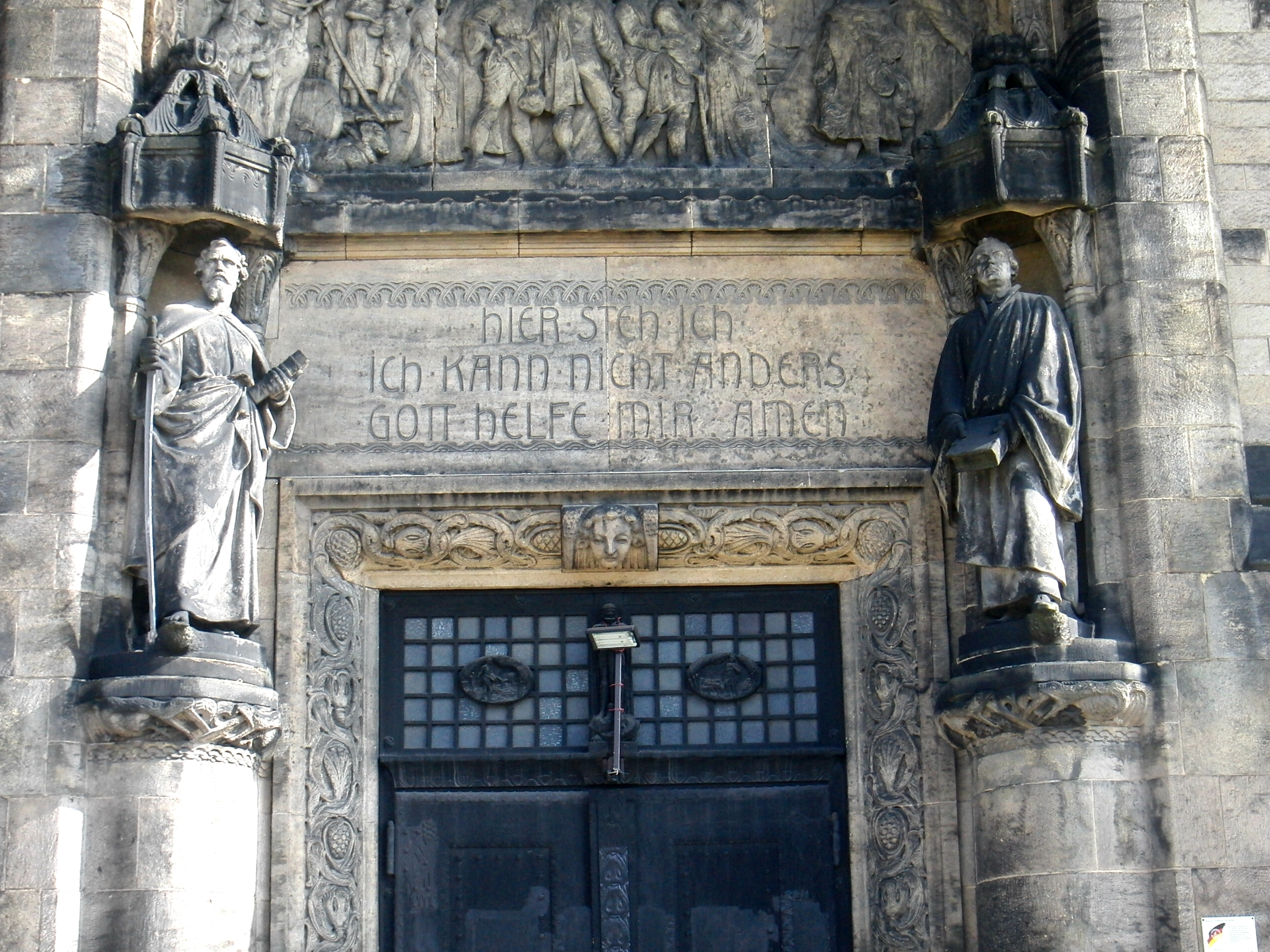
Haupteingang

Das Medaillonbild Taufe Jesu im Jordan mit einer girlandenähnlichen Umrahmung und ein mit Dornen umrahmter Jesuskopf als Schlussstein über dem Turmeingang stammen von dem Zwickauer Bildhauer Johann Brod. Brod schuf auch die vier Symbole der Evangelisten am unteren Turmgeschoss. Über dem Turmumgang befinden sich die Figuren der vier Evangelisten nach Modellen des Dresdner Bildhauers Friedrich Offermann, hergestellt von der Zwickauer Steinmetzwerkstatt Zehme & Piettsch. An der ganzen Fassade finden sich Ornamente in Form von Akanthusblättern und ähnliche Verzierungen, Inschriften und Tierdarstellungen.
Das Hauptportal mit den überlebensgroßen Statuen des Apostels Paulus und Martin Luthers mit der Bibel in der Hand wurde vom Dresdner Bildhauer Martin Engelke geschaffen. In der Mitte stellt ein vom Zwickauer Steinmetz Gustav Walther angefertigtes Relief Martin Luther dar, wie er 1522 vom Zwickauer Rathaus predigt. Darüber steht die Inschrift: „Hier stehe ich. Ich kann nicht anders. Gott helfe mir. Amen.“

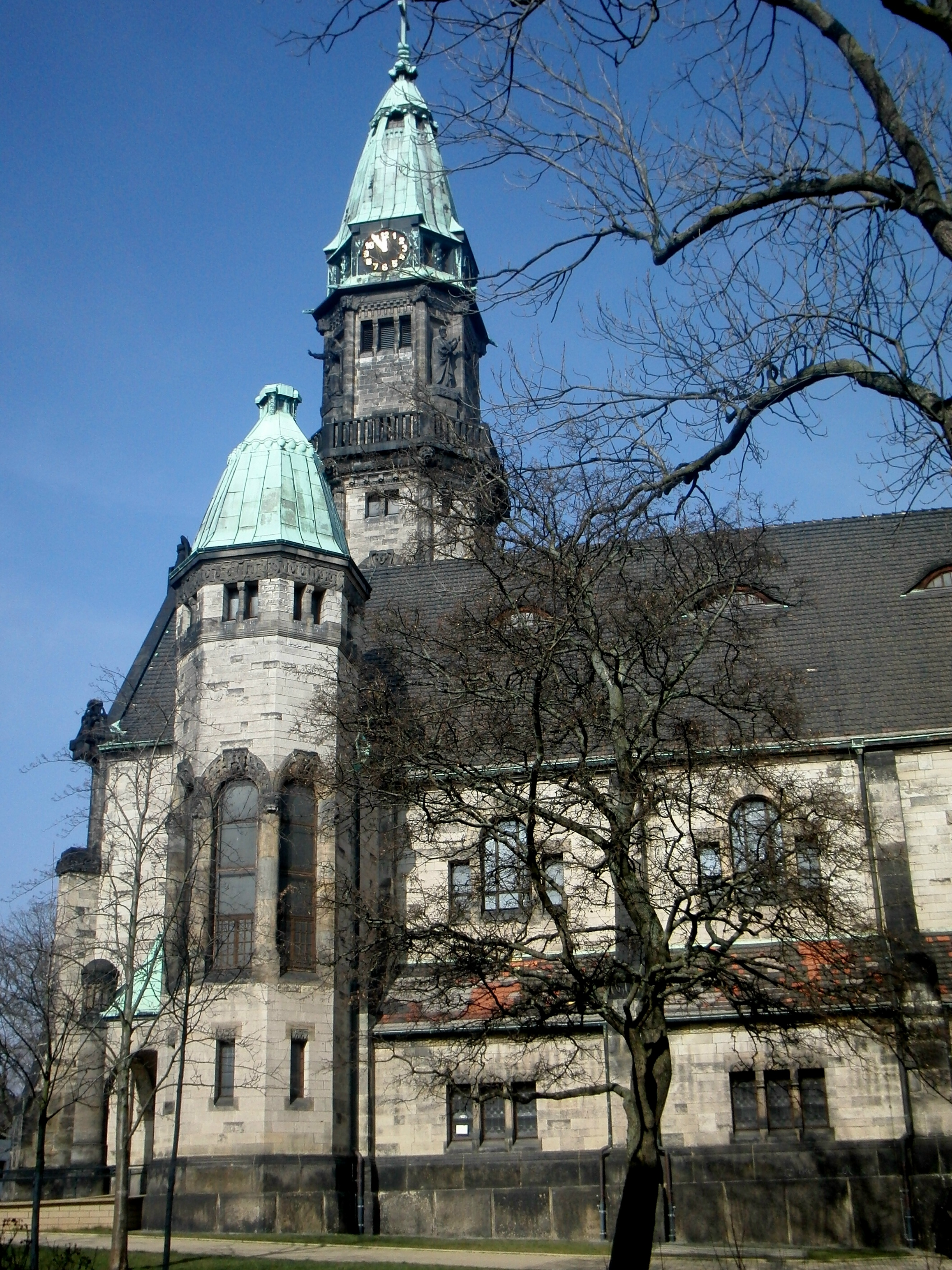
Seitenansicht
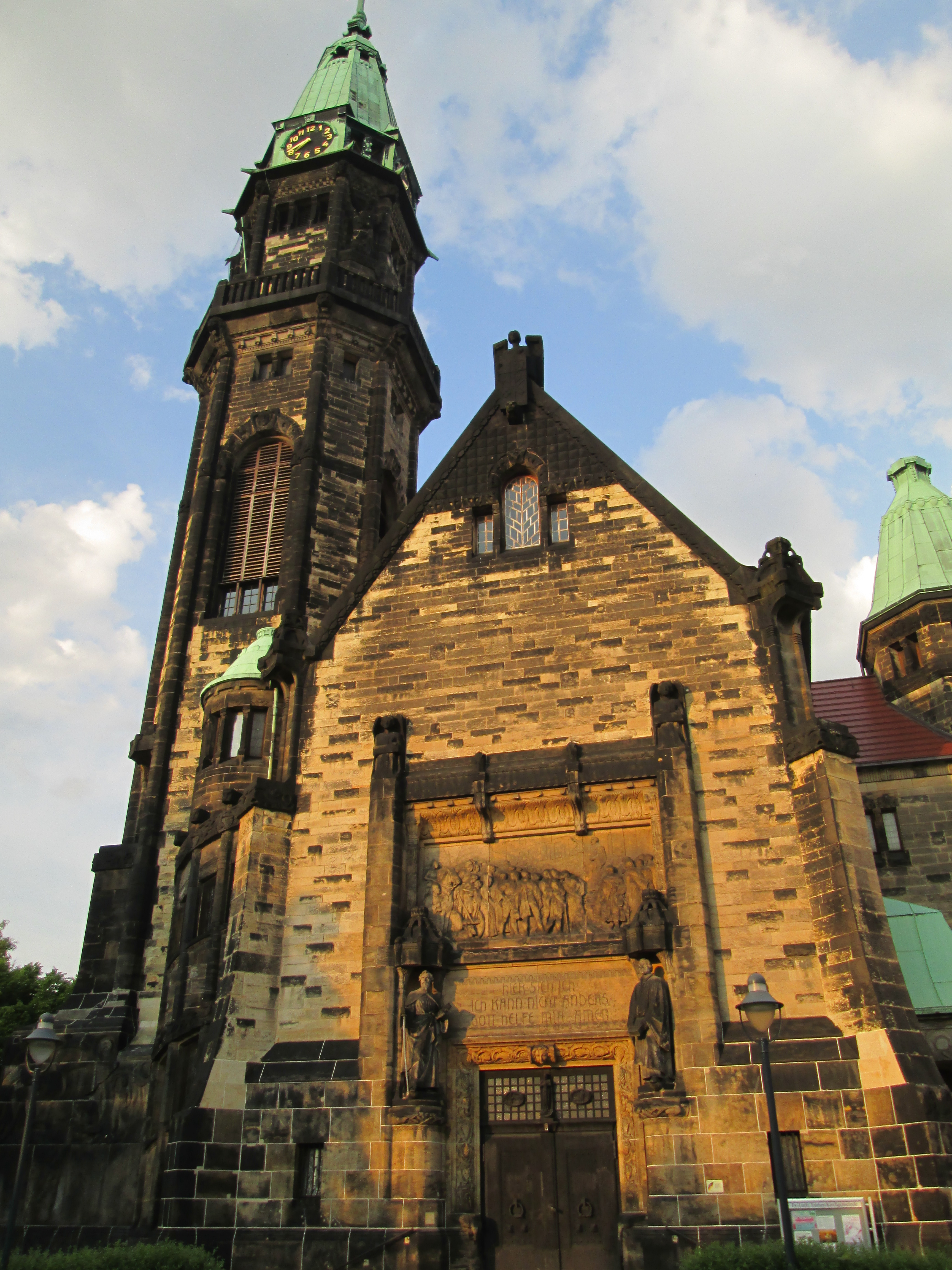
Vorderansicht
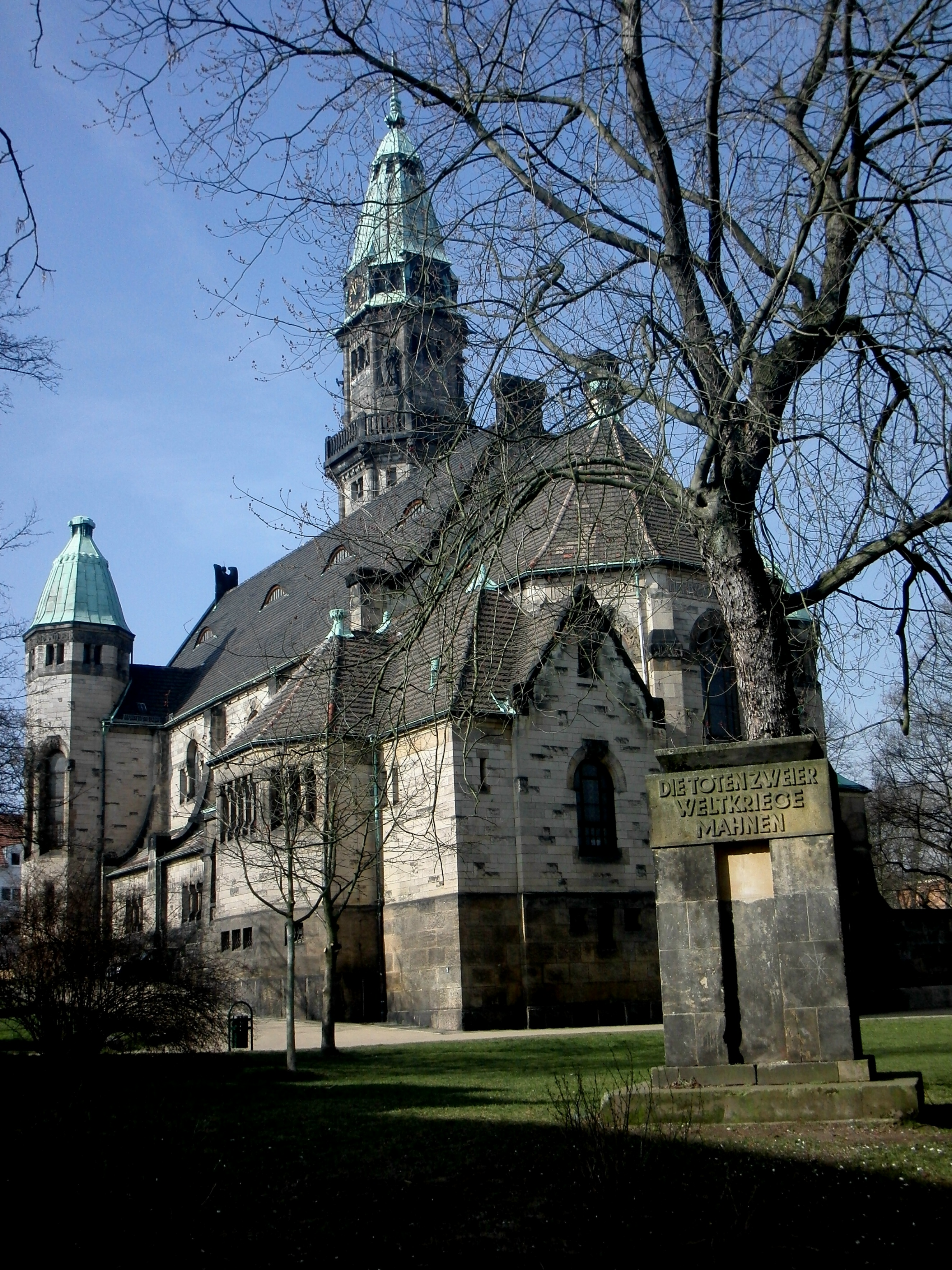
Rückansicht
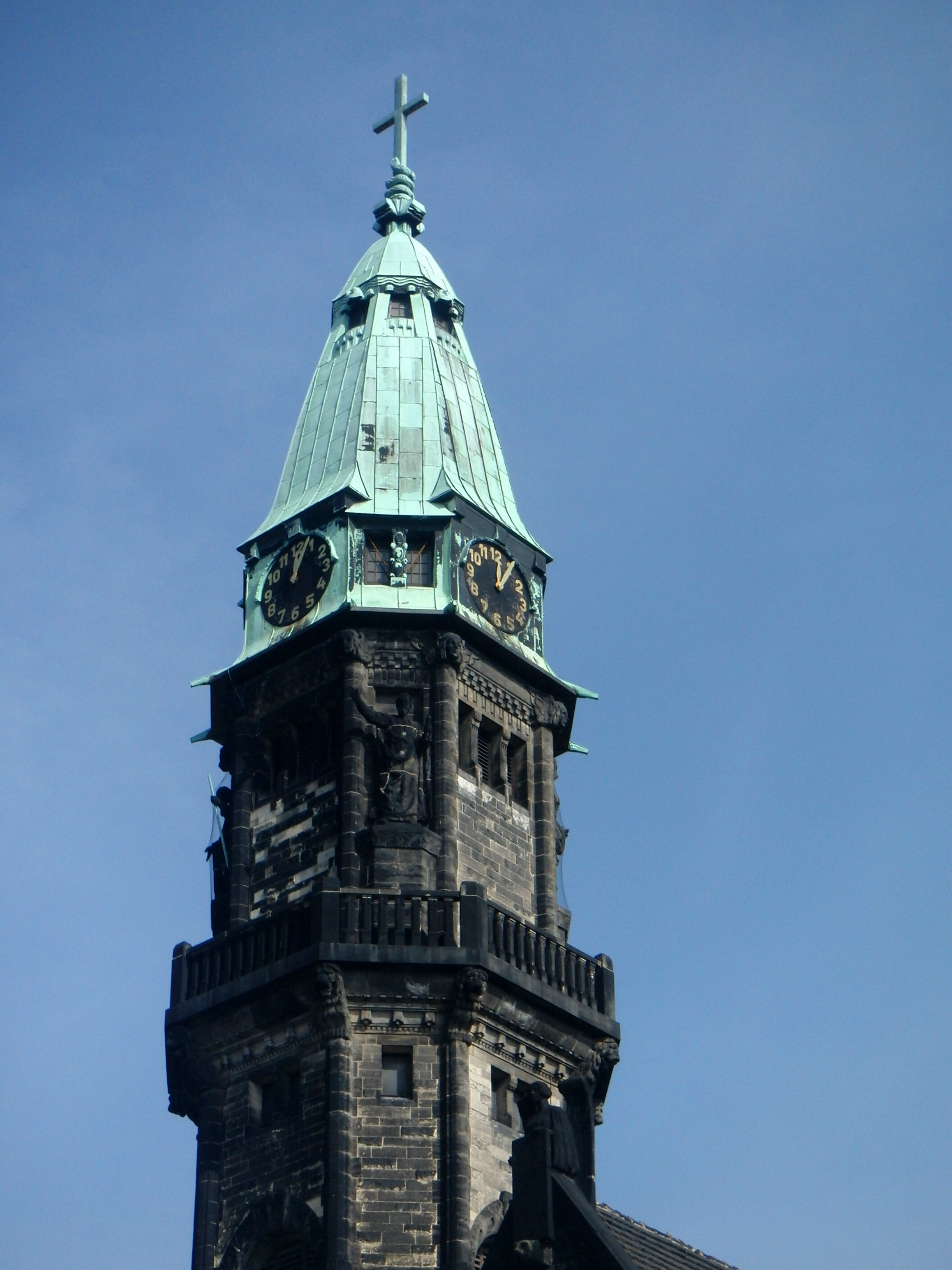
Turmhaube mit Kreuz
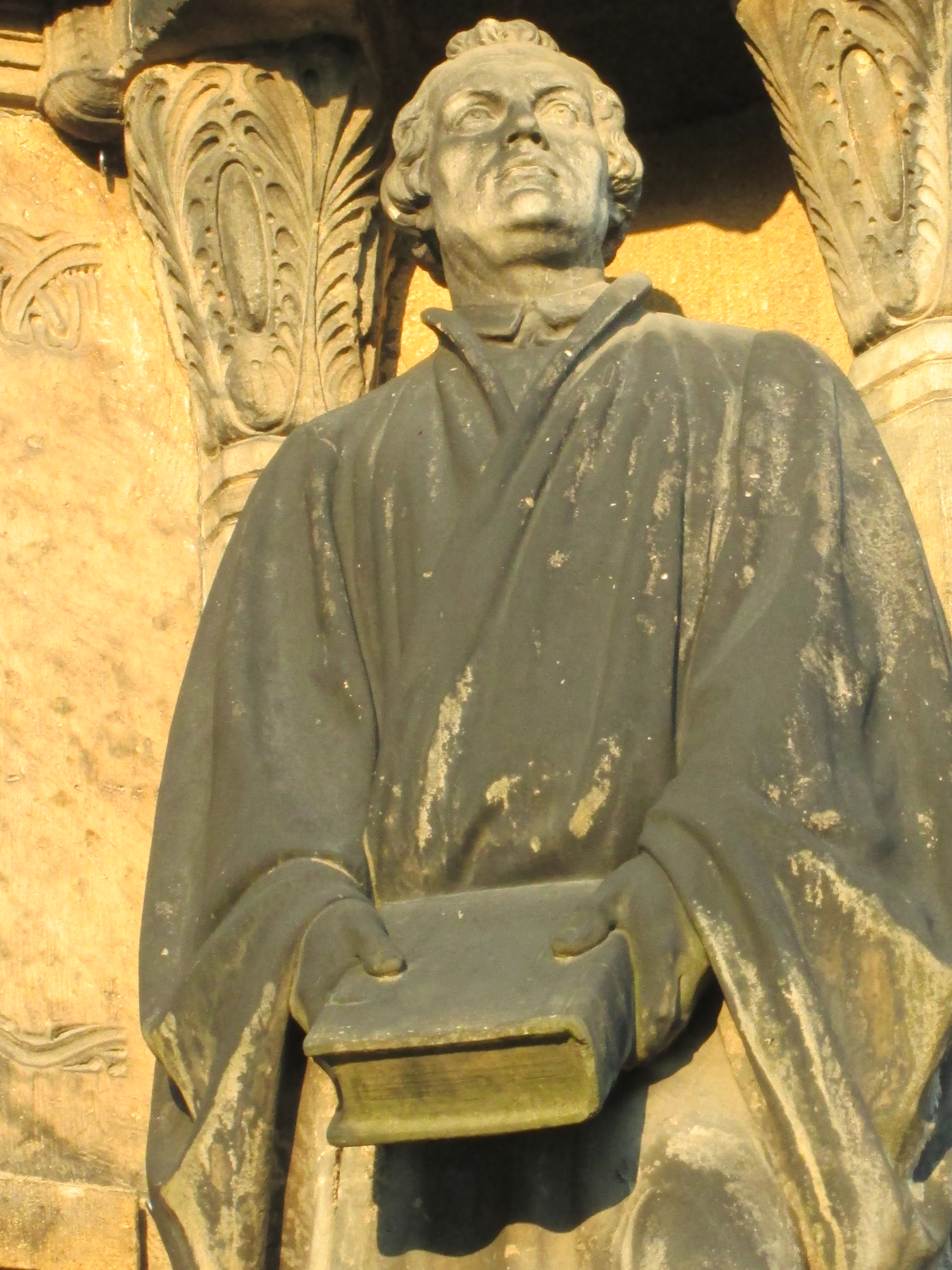
Statue Martin Luthers am Eingangsportal

## Das Kircheninnere und die Ausstattung

### Ausstattung
Das Innere der Kirche ist einfach, mit klaren Elementen gehalten. Die gewölbte Decke ist mit Ornamenten aus Gips geschmückt. An der nördlichen Seite erhebt sich eine Empore. Die durch gezogene Segment- bzw. Korbbögen zu erreichenden Seitenschiffe sind zum Teil als Räumlichkeiten für die Kirchenarbeit ausgebaut. Das Mittelschiff hat keine Stützen oder Pfeiler und sorgt damit für einen akustisch reinen Klang. Die Kirche hat 1000 Sitzplätze. Der verzierte Altar besteht aus Sandstein, wie auch die Kanzel und der Taufstein ist er eine Arbeit von Gustav Walther. Das Altargemälde wurde vom Wolkenburger Maler Fritz von Uhde geschaffen. Drei Reliefs des Dresdner Bildhauers Hans Hartmann-MacLean über dem Altarraum stellen die christlichen Feste Weihnachten, Ostern und Pfingsten dar. Die dreibahnigen, farbig verglasten Fenster der Kirche haben christliche Themen als Motive. 

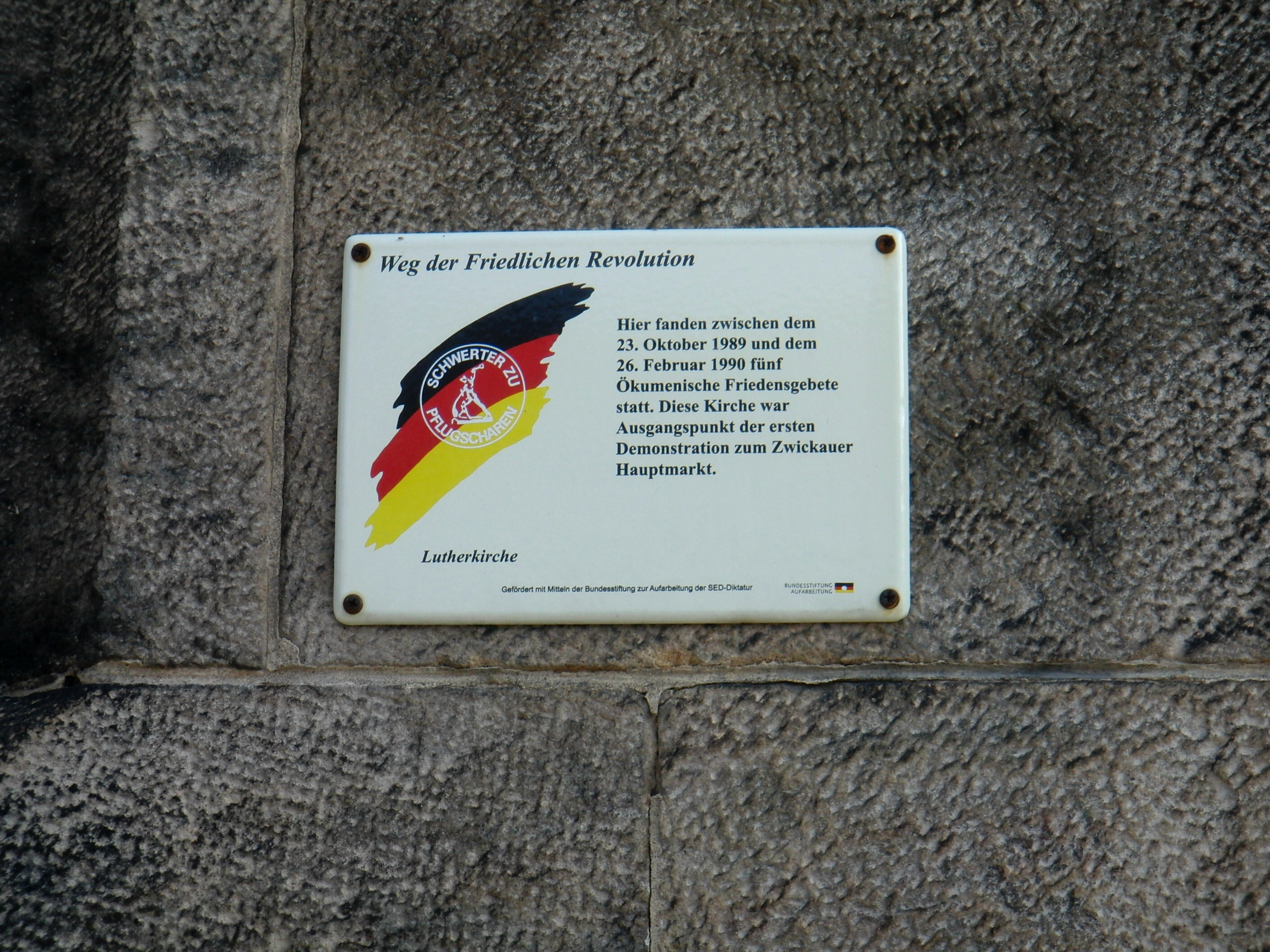
Weg der friedlichen Revolution

Der ausgebaute Keller dient als „Lutherkeller“ der Jugendarbeit der Gemeinde. In der Lutherkirche fanden vom 23. Oktober 1989 bis 26. Februar 1990 fünf ökumenische Friedensgebete statt; sie war der Ausgangspunkt der ersten friedlichen Demonstration zum Zwickauer Hauptmarkt.

### Orgel
Über dem Hauptportal befindet sich seit 1906 eine Orgel aus der Dresdner Werkstatt Jehmlich mit pneumatischer Traktur und über 3700 Pfeifen in 52 Registern auf drei Manualen und Pedal. Sie gilt als bedeutender Klangkörper sowie eine der größten und klangschönsten romantischen Orgeln der Region.

### Geläut
Das Geläut besteht aus drei Gussstahlglocken, hergestellt 1904 vom Bochumer Verein.
Der Glockenstuhl und die Glockenjoche bestehen aus einer Stahlkonstruktion. Die Glocken wurden am 29. Januar 1906 gemeinsam mit der Kirche geweiht. Die Worte der Inschriften sind Kirchenliedern Martin Luthers entnommen.
Im Folgenden eine Datenübersicht:
| Glocke | Durchmesser | Masse   | Schlagton | Inschrift                                                                  |
| ------ | ----------- | ------- | --------- | -------------------------------------------------------------------------- |
| 1      | 2100 mm     | 3707 kg | gis°      | Das Reich muss uns doch bleiben.                                           |
| 2      | 1773 mm     | 2316 kg | h°        | Lehr uns nicht Meister suchen mehr, denn Jesum Christ mit rechtem Glauben. |
| 3      | 1450 mm     | 0650 kg | d′        | Erhalt uns, Herr, bei deinem Wort.                                         |